# SN 2010em
SN 2010em – supernowa typu II odkryta 18 czerwca 2010 roku w galaktyce UGC 12237. W momencie odkrycia miała maksymalną jasność 18,40m.